# Tarasivka, Kaharlîk
Tarasivka (în ucraineană Тарасівка) este un sat în comuna Horohuvatka din raionul Kaharlîk, regiunea Kiev, Ucraina.

## Demografie
Componența lingvistică a localității Tarasivka
     Ucraineană (93,22%)
     Rusă (6,78%)
Conform recensământului din 2001, majoritatea populației localității Tarasivka era vorbitoare de ucraineană (93,22%), existând în minoritate și vorbitori de rusă (6,78%).